# Carta dei diritti
Per carta dei diritti o dichiarazione dei diritti o atto dei diritti (in inglese, bill of rights) si intende un elenco di diritti individuali inalienabili, ovvero di diritti individuali che l'autorità pubblica ha il dovere di difendere ed al contempo non può violare.

## Terminologia
L'espressione deriva dalla storia inglese, in cui per secoli le rappresentanze dei nobili, a cui poi si associarono quelle cittadine, ottennero liste di garanzie dal re in cambio normalmente di finanziamenti e supporti militari. 
In particolare, il termine bill comparve durante il regno di Carlo II Stuart, disponibile a sottoscrivere un bill in cambio di finanziamenti. Bill in inglese significa "progetto di legge", ma anche "conto" o "ricevuta".
La presenza o meno di una lista dei diritti inviolabili dell'individuo è condizione necessaria, ma non sufficiente, per classificare le istituzioni come liberaliste, ovvero conformi ai dettami del liberalismo.

## Evoluzione dell'elenco dei diritti nella storia inglese
Molteplici furono le concessioni fatte progressivamente a partire dalla Magna Charta del 1215:
- 1215: imposte soggette ad approvazione del concilio dei nobili e giudizialmente il diritto al iudicio pariorum suorum;
- 1254: diritto dei cavalieri (nobili minori) alla rappresentanza nel concilium regnum;
- secolo XIV, progressiva usucapione della funzione legislativa ad opera di quelle che erano diventate le due camere del parlamentium (sanzionate o sospese dal sovrano con le formule, rispettivamente, le roil le veult e le roi avisera), sostenuta anche dalle popolari teorie di Marsilio da Padova sulla separazione dei poteri; inviolabilità dei membri del parlamento durante le sedute (1399).
- secoli XV-XVI: diritto di impeachment e di bill of atteinder. Estinta la nobiltà normanna a causa della guerra civile, si cominciò a formare la gentry, nuova classe di cittadini abbienti, che prestavano gratuitamente i propri servizi come amministratori e militari; l'indipendenza economica della nuova classe politica dai re Tudor (autogoverno) pose un ostacolo all'arbitrio regio nell'attività amministrativa.
- secolo XVII (dinastia Stuart): l'Act of Rights (o Petition of Rights) del 1628, che vietò al re di imporre tasse e, successivamente, anche di concedergli donazioni a titolo personale, non approvate dal parlamento. Tra i bill successi dopo il ritorno degli Stuart, il più importante per i diritti dell'individuo fu l'habeas corpus del 1679, che difendeva tutti i cittadini inglesi dagli arresti arbitrari e dalle lunghe detenzioni, attribuendo responsabilità personale e pecuniaria al singolo funzionario pubblico reo di violarla (500 sterline a testa alla parte lesa). La concreta applicazione degli habeas corpus attuali (ovvero i procedimenti di fermo, arresto e detenzione preventiva) può essere meno garantista di quello inglese del 1679.
Il più noto dei bill è però il Bill of rights del 1689, approvato dal neo re Guglielmo d'Orange a seguito della Gloriosa rivoluzione. Nonostante la notorietà, in esso erano contenute solo un paio di concessioni al singolo cittadino (diritto di portare armi e di presentare petizioni); le restanti erano soprattutto di norme di tipo istituzionale, che limitavano il potere del re in favore del parlamento. 

## La dichiarazione dei diritti statunitense
Al di fuori della storia inglese, il più noto dei bill of rights è quello della Costituzione americana, corrispondente ai primi dieci emendamenti apportati alla Costituzione stessa in virtù del suo articolo V. 
Tale bill of rights prese a modello l'analogo già esistente incluso nella costituzione della Virginia del 1786, scritto da George Mason, che era peraltro già stato preso a modello da diversi altri stati confederati. La sua adozione all'epoca della stesura della Costituzione (1781) era stata rigettata da James Madison (temendo che la sua discussione avrebbe ostacolato i lavori costituenti), il quale poi fu invece incaricato di adattarne il testo al fine dell'adozione definitiva nel 1788.
Dei dieci emendamenti, il più noto ed importante è probabilmente il quinto, che richiama i diritti naturali dell'individuo enunciati da John Locke (...nessuno potrà essere privato della vita, della libertà o dei beni, senza un giusto processo; e nessuna proprietà privata potrà essere destinata a uso pubblico, senza equo indennizzo...). Molto importante, per l'assetto e la storia istituzionale statunitense, è anche il decimo, che chiarisce il principio federalista della prevalenza dei poteri del singolo stato, fuori dalla sfera non specificatamente delegata costituzionalmente all'autorità federale. Altri molto noti sono il primo, sulla libertà di opinione, stampa e religione, ed il secondo, sul diritto a detenere armi.

## La Carta canadese dei diritti e delle libertà
La Carta canadese dei diritti e delle libertà è una dichiarazione dei diritti incorporata nella Costituzione del Canada. La relativa inefficacia della precedente Dichiarazione canadese dei diritti spinse molti a chiedere, dopo la Seconda guerra mondiale, di incorporare nella Costituzione del Dominion anche i principi enunciati nella Dichiarazione universale dei diritti umani.
Il Parlamento britannico emanò formalmente la Carta come parte della Legge sul Canada del 1982 su richiesta del Parlamento canadese nel 1982.